# Distretto di Ziama Mansouriah
Il distretto di Ziama Mansouriah è un distretto della provincia di Jijel, in Algeria.

## Comuni
Il distretto di Ziama Mansouriah comprende 2 comuni:
- Ziama Mansouriah
- Eraguene

| Controllo di autorità | VIAF (EN) 313251238 |